# Eberardo Villalobos
Eberardo Villalobos (1 de abril de 1908 - 26 de junho de 1964) foi um futebolista chileno que atuava como atacante. Ele competiu na Copa do Mundo de 1930, sediada no Uruguai.